# Patrick Montel
Pour les articles homonymes, voir Montel.
Patrick Montel, né le 15 février 1953 à Paris, est un journaliste sportif français ayant travaillé pour France Télévisions. De 1983 à 2019, il commente l'athlétisme aux côtés de Bernard Faure, Stéphane Diagana, Alexandre Boyon et Nelson Monfort. 

## Biographie

### Famille et formation
Patrick Montel fait ses études au lycée de Champigny-sur-Marne où à la rentrée de la classe de troisième il fait la rencontre de Dominique Duvauchelle dont il devient l'ami, « rencontre structurante » qui sera déterminante selon lui pour le reste de sa vie. Les deux amis se destinent rapidement au journalisme et ce dernier prend contact en 1972 avec Pierre Fulla, qui dirige alors les pages sportives de l'hebdomadaire local Le Courrier du Val-de-Marne, pour écrire ses premières piges. Patrick Montel fait des études supérieures d'économie mais, suivant les conseils de son ami, devient également pigiste sportif de 1975 à 1985 dans le même journal et participe à la fondation en 1981 de la radio libre Radio Créteil dont Duvauchelle était à l'initiative avec l'aide du député-maire Laurent Cathala. Il y anime l'émission sportive Formule S et le hit parade musical.
En 1977 il devient enseignant en économie dans différents établissements scolaires (le lycée Le Rebours à Paris de 1977 à 1978, le lycée d'Abidjan en coopération de 1978 à 1981, et le lycée Léon-Blum de Créteil de 1981 à 1985), métier qu'il exerce jusqu'en 1985, avant de poursuivre exclusivement une carrière de commentateur sportif dans l'audiovisuel, toujours à l'incitation de son ami Dominique Duvauchelle qui est rentré dans l'équipe de Stade 2 sur Antenne 2 depuis quelques années et lui a permis de faire des piges d'été pour l'émission à partir de 1983.

### Commentateur sportif
Patrick Montel commente les championnats du monde d'athlétisme depuis leur création en 1983 ainsi que les championnats d'Europe d'athlétisme et les épreuves d'athlétisme des Jeux olympiques. Il intervient également sur des meetings régionaux ou nationaux. Il commente également le football, le handball, le ski alpin et nordique, le tennis et le basket-ball. Comme journaliste, il se distingue par son vif enthousiasme, ainsi que par son engagement parfois cocardier et très spontané.
À partir de 1987 il commente l'athlétisme en duo avec l'ancien champion de France de marathon Bernard Faure. À partir de 1992 ils sont rejoints par Nelson Monfort qui interviewe les athlètes après les épreuves. En 2007 c'est au tour de Stéphane Diagana de les rejoindre pour former un trio de commentateurs avec Montel et Faure. En 2008 Bernard Faure refuse de se rendre à Pékin pour les Jeux olympiques, en soutien à la cause tibétaine et à la suite des manifestations de mars 2008. Il est remplacé à l'antenne par Philippe Delerm. À partir des Championnats du monde d'athlétisme 2009 Alexandre Boyon rejoint le trio de commentateurs pour couvrir plus spécifiquement les concours de sauts, de lancers et le décathlon.
En 2014 Bernard Faure quitte France Télévisions. Patrick Montel continue de commenter l'athlétisme aux côtés de Stéphane Diagana, Alexandre Boyon et, pour les interviews, Nelson Monfort. Ils sont régulièrement accompagnés par des consultants occasionnels : Éric-Emmanuel Schmitt lors des Jeux olympiques de Rio en 2016, Christine Arron lors des championnats du monde d'athlétisme 2017 ou Yohann Diniz et Marie-Amélie Le Fur lors des championnats d'Europe d'athlétisme 2018.
Il a aussi commenté les triathlons en 2000 aux Jeux olympiques de Sydney et en 2004 aux Jeux olympiques d'Athènes. Lors des Internationaux de France de tennis de Roland-Garros, il commente quelques matchs sur la quinzaine. Il commente occasionnellement des matches de football. À ce titre, il a par exemple commenté la finale de la Coupe de France 2007 Marseille - Sochaux avec Xavier Gravelaine.
Il commente aussi régulièrement les Jeux olympiques d'hiver sur France Télévisions. Il commente les épreuves de combiné nordique et de saut à ski lors des Jeux olympiques d'hiver de 2010 à Vancouver, de 2014 à Sotchi et de 2018 à Pyeongchang. Durant les Jeux olympiques d'hiver à Sotchi il présente une émission quotidienne, Un soir à Sotchi, de 23 h à 23 h 45, co-présentée avec Laurent Luyat, qui propose de revoir toutes les images clefs de la journée, et une analyse des résultats avec les équipes de journalistes et de consultants de Francetv Sport et les invités médaillés olympiques.
En 2016 il commente les cérémonies d'ouverture et de clôture des Jeux paralympiques d'été de Rio avec Alexandre Boyon et Jean Minier. Il commente aussi les cérémonies d'ouverture et de clôture des Jeux paralympiques d'hiver de 2018 à Pyeongchang avec Alexandre Boyon et Vincent Gauthier-Manuel.
En septembre 2019 il est écarté des commentaires des championnats du monde d'athlétisme à Doha alors qu'il commentait la compétition sur France Télévisions depuis sa création en 1983, laissant sa place à Alexandre Boyon et Alexandre Pasteur. Une décision qui fait suite à ses propos controversés sur le dopage au cours de l'année 2019, qui lui avaient valu une convocation par la direction de France Télévisions,.
Le 8 novembre 2020 il annonce son départ à la retraite dans l'émission Stade 2 après 33 ans de carrière.
Le 14 juin 2024 David Larramendy, président de M6, annonce que Patrick Montel rejoint RTL pour commenter les Jeux olympiques de Paris 2024, lors d’une interview au journal l'Équipe.

### Autres activités
Durant l'été 1995, il présente Le Trophée Campus sur France 2 avec Sophie Davant et Jean-Luc Reichmann.
Il a présenté l'émission Soyons sport ! sur France 4 avec Frédérique Bangué entre les années 2005 et 2007. De septembre à décembre 2008, il présente le grand journal du sport (du lundi au jeudi de 18 h à 20 h) sur la radio parisienne Europe 1 Sport.
En outre, Patrick Montel anime des cours à l'université de Rouen en section Management et sports de haut niveau ainsi qu'à l'école ESG MBA Management du sport à Paris.
En 2018, il anime le défi inter-entreprise à Châteauroux dans l'Indre. Il anime également le défi inter-entreprise de la Vienne au lac de Saint-Cyr sur la commune de Beaumont-Saint-Cyr près de Poitiers en 2019 et 2021.[réf. nécessaire]

## Publication
- Patrick Montel (préf. Philippe Delerm), Concentré d'émotions, Talent Sport, 8 juin 2016, 240 p., 20,8 x 2 x 13,5 cm (EAN 979-1093463452, ASIN B01D12GNJU)

## Filmographie
- Cœurs d'athlètes (2003) de Patrick Montel et Régis Wargnier (portrait croisé de Haile Gebreselassie, Heike Drechsler et Hicham El Guerrouj).

## Distinctions
Il a reçu le prix du meilleur direct TV au Micro d'or 1998. En 2016 il est récompensé d'un Micro d'or dans la catégorie Magazine handisport et sport santé pour son reportage « Marieke Vervoort : le contre la mort ». Il remporte de nouveau cette récompense en 2017 pour son reportage « La traversée impossible de Guy Amalfitano ».

## Décoration
Le 13 juillet 2023, Patrick Montel est nommé au grade de chevalier dans l'ordre national de la Légion d'honneur.

## Polémiques
Patrick Montel a fait l’objet de nombreuses polémiques en raison de commentaires parfois approximatifs.
En avril 2019, réagissant à la soustraction à un contrôle antidopage de la fondeuse Clémence Calvin, il déclare dans une vidéo que le dopage concerne « pas tous les athlètes mais une grande partie des athlètes » et affirme que cette pratique « fait partie inhérente du système », jugeant que le sport de haut niveau et son contexte - médiatique, financier, politique - contraint les athlètes à se doper. Il est vivement critiqué après ses propos sur le dopage. Patrick Montel est alors sanctionné par la direction des sports de France Télévisions et est écarté du commentaire du Marathon de Paris 2019,.